# MIM-23 Hawk

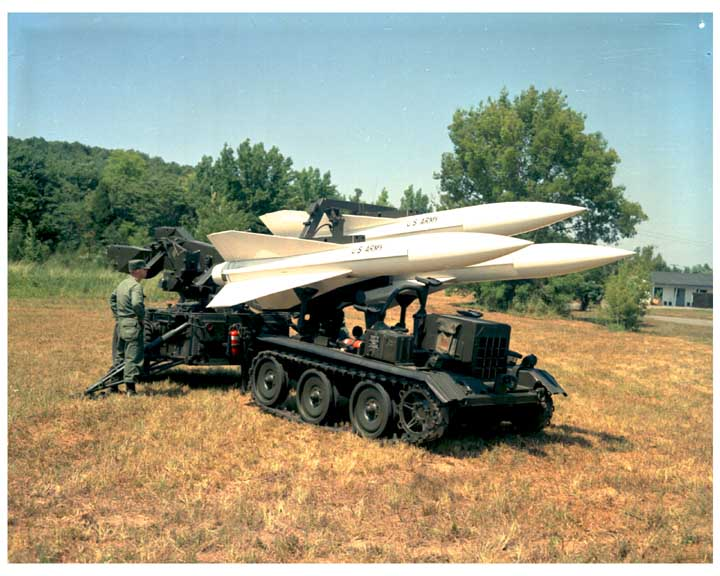
MIM-23 Hawk

MIM-23 Hawk (ang. Homing All the Way Killer) – amerykański przeciwlotniczy system rakietowy średniego zasięgu typu, ziemia-powietrze (SAM).

## Historia
Do uzbrojenia Armii Stanów Zjednoczonych wszedł w 1956.
Poza USA wśród użytkowników była też Arabia Saudyjska, Bahrajn, Belgia, Dania, Egipt, Francja, Grecja, Hiszpania, Holandia, Iran, Izrael, Japonia, Kuwejt, Korea Południowa, Niemcy, Norwegia, Singapur, Szwecja, Tajwan, Turcja, Włochy, ZEA, w 2005 Rumunia odkupiła od Holandii osiem zmodernizowanych baterii. MIM-23 był używany bojowo w czasie wojny Jom Kipur w 1973 i wojny iracko-irańskiej w latach 1980.
Po masowych atakach rakietowych na ukraińskie miasta, 10 października 2022 roku, kilka krajów NATO natychmiast obiecało wysłać na Ukrainę dodatkowy sprzęt obrony powietrznej. Jednym z takich krajów była Hiszpania, która zaopatrzyła Siły Zbrojne Ukrainy w 4 wyrzutnie MIM-23 Hawk. W listopadzie Madryt wysłał kolejne dwie wyrzutnie na Ukrainę.

## Dane techniczne
- Długość: 5,08 m
- Waga: 584 kg
- Zasięg: 25 km
- Głowica bojowa: odłamkowo-burząca o masie 54 kg
- Prędkość: 800 m/s